# Balidian
Balidian är en köping i Kina. Den ligger i provinsen Zhejiang, i den östra delen av landet, omkring 66 kilometer norr om provinshuvudstaden Hangzhou. Antalet invånare är 62 833. Befolkningen består av 30 840 kvinnor och 31 993 män. Barn under 15 år utgör 11,0 %, vuxna 15-64 år 76 %, och äldre över 65 år 12,0 %.
Runt Balidian är det tätbefolkat, med 659 invånare per kvadratkilometer. Närmaste större samhälle är Zhili, 10,5 km öster om Balidian. Trakten runt Balidian består till största delen av jordbruksmark.
Genomsnittlig årsnederbörd är 1 675 millimeter. Den regnigaste månaden är juni, med i genomsnitt 253 mm nederbörd, och den torraste är november, med 62 mm nederbörd.